# Colonia Adolfo López Mateos, Michoacán de Ocampo
Colonia Adolfo López Mateos är en ort i Mexiko.   Den ligger i kommunen Zitácuaro och delstaten Michoacán de Ocampo, i den södra delen av landet, 120 km väster om huvudstaden Mexico City. Colonia Adolfo López Mateos ligger 2 267 meter över havet och antalet invånare är 293.
Terrängen runt Colonia Adolfo López Mateos är kuperad åt nordväst, men åt sydost är den bergig. Runt Colonia Adolfo López Mateos är det tätbefolkat, med 308 invånare per kvadratkilometer. Närmaste större samhälle är Heróica Zitácuaro, 7,0 km väster om Colonia Adolfo López Mateos. Omgivningarna runt Colonia Adolfo López Mateos är en mosaik av jordbruksmark och naturlig växtlighet.